# Вірмени
Вірме́ни (вірм. հայեր, МФА: [hɑˈjɛɾ]) — народ, що говорить вірменською мовою, яка належить до індоєвропейської мовної сім'ї.

## Етимологія

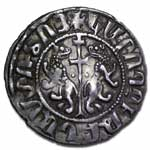
Монета Кілікійського Вірменського Царства, 1080—1375

Самоназва вірмен — (вірм. Հայ, укр. гай, множина: հայեր, гаєр), імовірно походить від назви народу — хаяси. Країна Хаяса і народ хаяси згадують на глиняній хеттській таблиці, знайденій під час розкопок столиці хеттської держави — Хаттуси, яку датують ІІ тисячоліттям до нашої ери.
Назва країни Армі́нія, у якій проживали арміни, зустрічається вперше в Бехістунському напису перського царя Дарія I в 522 до н. е. Існує також історичний напис, що називає регіон Вірменського нагір'я Вірменією, Шумерського Нарам-Суєна, датований 2260 р. до н. е., який на тисячу років випереджає першу згадку Урарту. Геродот (V ст. до н. е.) іменує їх арменами. Про Вірменію і побут вірмен цього ж періоду важливі відомості повідомляє Ксенофонт.
| мова        | Вірмени                               | Вірменія                      |
| ----------- | ------------------------------------- | ----------------------------- |
| Вірменська  | Հայեր Hayer                           | Հայաստան Hayastan, Հայք Hayk‘ |
| Арабська    | أرمن Armin, однина — أرماني Armānī    | أرمينيا Armīniyā              |
| Ассирійська | ܐܪܡܐܢܥ Armānī                         | ܐܪܡܝܢܝܐ Armīniyā              |
| Французька  | Arméniens                             | Arménie                       |
| Перська     | ارمنیان ārmaniyān                     | ارمنستان ārmanistān           |
| Грецька     | Αρμένιοι                              | Αρμενία                       |
| Грузинська  | სომხები Somkhebi                      | სომხეთი Somkhet'i             |
| Англійська  | Armenians                             | Armenia                       |
| Турецька    | Ermeniler                             | Ermenistan                    |
| Китайська   | 亚美尼亚人 Yàměiníyàrén / Ямейніяжень | 亚美尼亚 Yàměiníyà / Ямейнія  |

## Походження
Згідно з міграційною гіпотезою походження вірмен ( Д'яконов І.М. ) приблизно у XII ст. до н. е. індоєвропейські племена мушків (мюсів), предки сучасних вірмен, разом зі спорідненими  фрако-фригійськими племенами, переселилися з Балкан до Малої Азії і близько шестисот років жили в західній частині Вірменського нагір'я поряд із хеттськими і хуррито-урартськими народами. 3годом вони рушили на схід і утвердилися в західних і південно-західних областях Вірменського нагір'я.
Інші, автохтонні,  гіпотези ( Гамкрелідзе Т. В, Іванов В.В. ) відносять появу предків вірмен  на території Великої Вірменії до IV—III  чи навіть VIII - VII тисячоліть до н. е., а прабатьківщиною індоєвропейських народів називають  Малу Азію, Вірменське нагір'я і південну частину Кавказу,. Проблема походження вірмен дуже тісно пов'язана з проблемою походження індоєвропейців узагалі. Дедалі більше наука схиляється  саме до автохтонної гіпотези походження вірмен ( хуррити - урарти - вірмени ) і до того, що перші індоєвропейці з'явились на Вірменському нагір'ї, можливо, у  VIII-VII  тис. до н. е.У II — початку I тис. до н. е. на території Великої Вірменії внаслідок поступового злиття індоєвропейських племен і їхніх союзів, що проживали там спозадавна, а також фрако-фригийськіх племен, які, перейшовши Євфрат, заселили південно-західну частину Вірменії.
Вірмени, названі арімами в «Іліаді» Гомера, до часу виникнення цієї героїчної поеми (IX—VIII ст. до н. е.) заселяли навіть область, прикордонну з Кілікійським Тавром.

## Історія

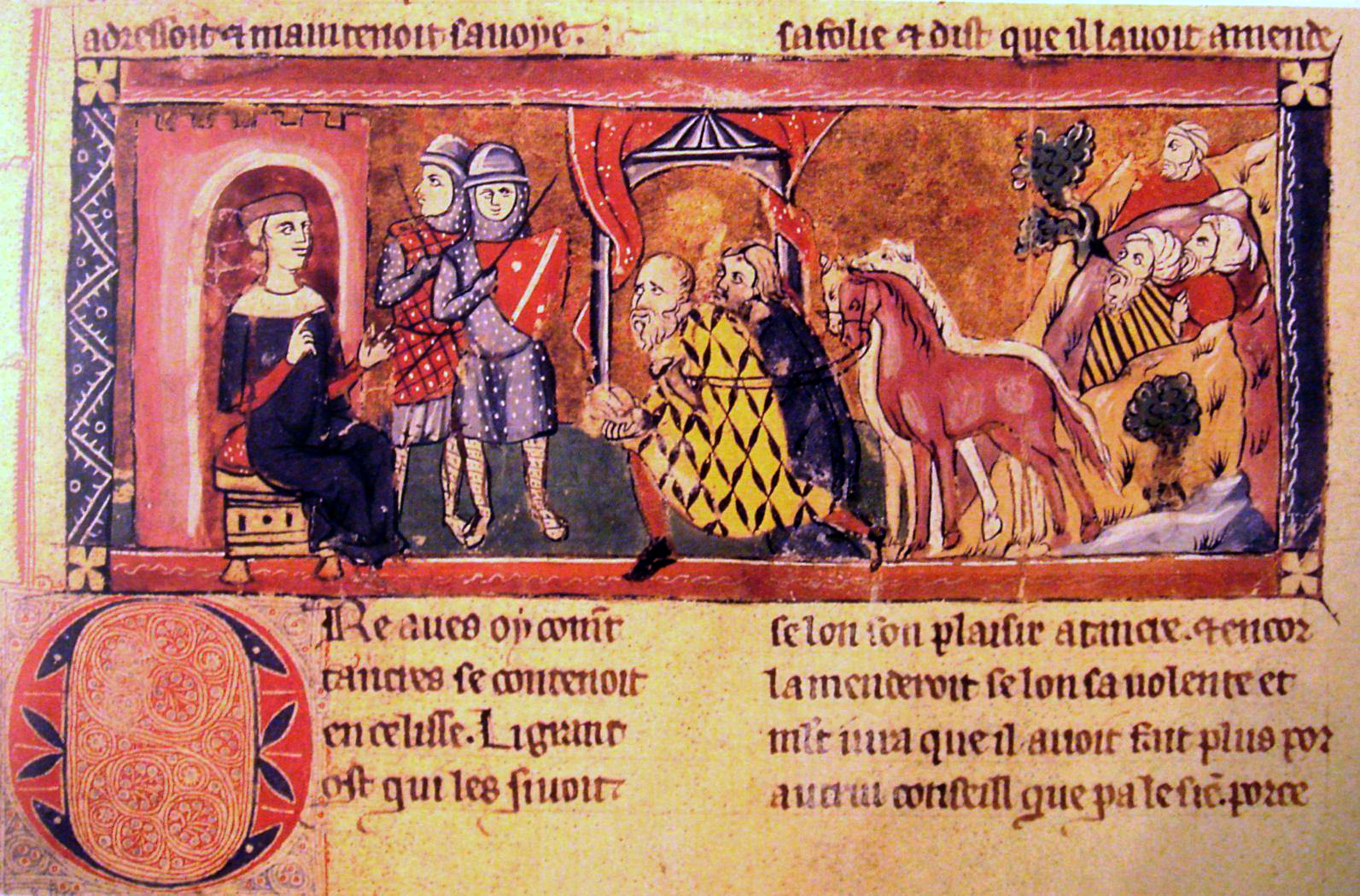
Балдуїн I Єрусалимський і група вірменських паломників

Процес складання вірменської народності був дуже тривалим і в основному завершився до часу греко-македонських завоювань в IV ст. до н. е.
80-і—70-ті рр. до н. е. — Вірменія — наймогутніша держава Передньої Азії при правлінні царя Тиграна II.
У 301 р. Вірменія стала першою країною, де християнство оголосили державною релігією.
У 405—406 рр. Месроп Маштоц створив вірменську абетку.
Перша світова війна стала найтрагічнішим етапом історії вірмен. Протягом 1915—1918 і подальших післявоєнних років в Османській імперії здійснили геноцид над 1,5 млн вірмен (див. Геноцид вірмен).

## Чисельність
Чисельність вірмен у світі становить приблизно 10 мільйонів осіб, з яких лише одна третина проживає у Вірменії. Велика вірменська діаспора існує в Росії, Франції, Ірані, США, Канаді, Україні, Грузії. Значна кількість вірмен проживає також в невизнаній Нагірно-Карабаській Республіці, яка проголосила незалежність від Азербайджану.

## Релігія

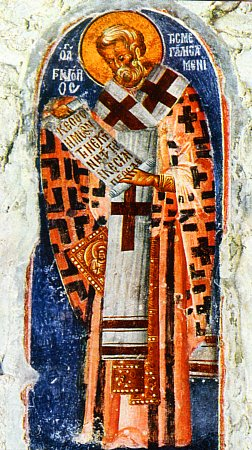
Святитель Григорій Вірменський, ікона XIV ст., Греція

Більшість вірян — християни, що відносяться до Вірменської Апостольської Церкви. Є також вірмени-католики; історії відомі і православні вірмени на території Північно-Східної Русі. Ісламізовані вірмени часто вважаються самостійним етносом — хемшилами, більшість з них сповідає суннізм ханафітського толку, хоча є і неісламізовані хемшили.
Існує концепція, згідно з якою алавіти є нащадками населення вірменського Кілікійського царства[джерело?]. Початок Кілікійського царства відносять до 1080 року, а впало Кілікійське царство в 1375 році. Населена ця держава була вірменами, а розташовувалася вона там, де в наш час[коли?] проживають алавіти (північний захід сучасної Сирії і прилеглі до цих районів регіони південної Туреччини).